# Ti ho sposato per allegria (film)
Ti ho sposato per allegria è un film commedia italiano del 1967 diretto da Luciano Salce, interpretato da Monica Vitti e Giorgio Albertazzi e tratto dalla commedia omonima del 1965 di Natalia Ginzburg.

## Trama
Dopo una grossa delusione d'amore che stava per sfociare in un suicidio, Giuliana si sposa con Pietro, che ha conosciuto da poco. 
 I due vanno a vivere insieme, prendono una domestica e, seppur con qualche litigio, riescono a mantenere un buon ménage di coppia, almeno nei primi giorni. Pietro, infatti, da sempre in lite con la madre, invita la donna e la sorella di lui a pranzo. La novella suocera si rivelerà una donna difficile, moralista e decisamente contraria al matrimonio lampo del figlio.

## Distribuzione
- Italia: 21 settembre 1967
- Stati Uniti: 9 luglio del 1967
- Danimarca: 2 novembre 1970
- Svezia: 8 febbraio 1971

### Titoli alternativi
- I Married You for Fun
- Casei Contigo para Me Divertir (Brasile)
- Skat - vi giftede os for skæg (Danimarca)
- Se pantreftika gia gousto (Grecia)
- Jag gifte mej för skojs skull (Svezia)